# Лернер, Рэнди
Рэндольф Д. Лернер (англ. Randolph D. Lerner род. 21 февраля 1962, Бруклин, Нью-Йорк) — американский предприниматель и владелец спортивных команд.
Лернер является владельцем команды по американскому футболу «Кливленд Браунс» с октября 2002 и футбольной команды «Астон Вилла» с 2006 года. Его личное состояние на 2008 год оценивалось в 1,5 миллиарда $.
Лернер окончил Колумбийский университет в 1984, а в 1983 проходил стажировку в Клэр-колледже, Кембридж, Англия. Является членом Ассоциации адвокатов Нью-Йорка и округа Колумбия. До начала своей бизнес деятельности Лернер работал адвокатом в Нью-Йорке.

## Бизнес деятельность
Карьера в бизнесе для Лернера началась в Progressive Corporation в качестве аналитика по инвестициям. В 1991 он основывает независимую инвестиционную фирму Securities Advisors, Inc. (SAI), которой руководит вплоть до 2001. SAI первоначально специализировалась на арбитраже, затем переключила внимание на инвестирование акций.
Его отец, Эл Лернер стал председателем корпорации MBNA, инвестировав 800 млн долларов собственных средств на первоначальный выпуск акций (IPO). В 1993 Рэнди назначается директором MBNA. После смерти своего отца 23 октября 2002 Рэнди Лернер становится председателем компании. 1 января 2006 стал инициатором продажи корпорации MBNA Банку Америки за 35 миллиардов $.

## Владение спортивными командами

### «Кливленд Браунс»
Управление командой перешло к Лернеру от его отца Эла Лернера, умершего в октябре 2002 года. Лернер является также членом делового комитета венчурных предприятий НФЛ. С момента получения контроля над командой Лернер проявляет себя как достаточно сдержанный руководитель.

### «Астон Вилла»
Во время своей учёбы в Кембридже Лернер увлёкся английским футболом, в частности, проявив интерес к трём командам: «Арсенал», «Фулхэм» и «Астон Вилла». Хотя он вырос в США и был воспитан в духе местных спортивных традиций, его интерес к европейскому футболу не угасал и после возвращения на родину. 24 июля 2006 года появилось сообщение, что Рэнди Лернер намерен приобрести клуб английской Премьер-лиги «Астон Вилла». После этого из управления Кливленд Браунс появилось заявление, что Лернер преследует деловые интересы в Великобритании. После двухдневных переговоров с владельцем клуба Дагом Эллисом казалось, что стороны так и не смогут договориться, но на следующий день появилось сообщение, что Лернер ещё может предложить 64 млн £ за футбольный клуб.
14 августа 2006 года было подтверждено, что Лернер достиг соглашения о покупке клуба за 62,2 млн £. В заявлении Лондонской фондовой биржи сообщалось, что 60 % акций клуба, в том числе 39 %, принадлежавшие Эллису, были проданы Лернеру, превосходя конкурентов из консорциума, возглавляемого Майклом Невиллом, королевским адвокатом Николасом Пэдфилдом и Эсхоул Стилл. На том этапе сделка была ещё не одобрена акционерами «Астон Виллы», хотя и ожидалось, что всё пройдёт без помех.
25 августа на Лондонской фондовой бирже появилось сообщение, что Лернер стал владельцем 59,69 % акций, что сделало его главным акционером клуба. Также Лернер назначил себя председателем клуба.
5 сентября 2006 года Би-би-си сообщило, что Лернер стал ближе к полному контролю над клубом, увеличив свою долю до 85,5 %.